# Mircești (okręg Jassy)
Mircești – wieś w Rumunii, w okręgu Jassy, w gminie Mircești. W 2011 roku liczyła 1614 mieszkańców.